# Томас Кертис
Томас Кертис (енгл. Thomas Pelham "Tom" Curtis; Бостон, 7. септембар 1870 — Нахант, 23. мај 1944) био је амерички атлетичар и победник у трци на 110 метара препоне на првим олимпијским играма 1896.
Кертис је био студент електротехнике на Масачусетском технолошком институту, а отпутовао је у Атину као члан Бостонске атлетске асоцијације. Трошкове учешћа на олимпијским играма сносио је његов друг Роберт Гарет.
Првог дана Олимпијских игара 6. априла Кертис је учествовао у квалификацијама трке на 100 метара и победио у другој квалификационој групи резултатом 12,2 секунде и пласирао се у финале. На финалу 10. априла Кертис се повукао из трке, пошто је одмах иза овог финала било и финале трке на 110 метара препоне која је била његова дисциплина и због које је и дошао у Атину.
У финалу трке на 110 метара препоне требало је да учествују четири такмичара али остала су само два Кертис у Енглез Грантли Гулдинг. Американац Велс Хојт није учествовао у финалу јер је истог дана било и финале такмичења скока мотком где је освојио прво место, а Француз Франц Решел је према ранијем договору асистирао Албену Лермизјоу, који је учствовао тог дана у маратону.
Тако је трка постала обрачун Гулдинга и Кертиса. На старту Кертис је стекао малу предност, али га Гулдинг стигао на првој препони и тако је остало до последње препоне. У циљу се Кертис бацио у циљ и тако први прешао циљну линију. Званична лица су изјавила да је Кертис тако у циљу имао предност од 5 центиметара. Оба такмичара су имали исто време 17,6 секунди и тако оба поставили олимпијски рекорд, али је рекорд приписан Кертису јер је био први.
Као аматерски фотограф, Кертис је направио много вредних слика у Атини. Служио је као капетан у Масачусетс народној гарди и био ађутант Гувернера Масачусетса Калвина Кулиџа у Првом светском рату. Објавио је неколико радова (успомена) о првим модерним Олимпијским играма. Најпознатији од њих су Висока препона и Беле рукавице (1932).